# Света Ана (Бер, XV век)
„Света Ана“ (на гръцки: Αγία Άννα) е средновековна православна църква в южномакедонския град Бер (Верия), Егейска Македония, Гърция. Храмът е част от енория „Свети Йоан Милостиви“.

## История
Храмът е построен в XV век върху руините на раннохристиянска базилика от VI век. Първоначалният му архитектурен вид е еднокорабен храм, но по-късно чрез значителни интервенции е превърнат в двукорабен. Във вътрешността му, на западната стена са запазени стенописи от 1500 година, а стенописите отвън на западната стена са от 1520 година. Живописта в светилището и на южната стена е от края на XVI век.